# SN 393
SN 393 — це сучасне позначення ймовірної наднової, про яку повідомили китайські астрономи в 393 році нашої ери. У китайському літописі подія описана таким чином:
Гостьова зоря з’явилася в астеризмі Вей протягом другого місячного місяця 18-го року періоду правління Тай-Юань і зникла протягом дев'ятого місячного місяця.— Шень Юе, Книга Сун
Другий місячний місяць, згаданий у літописі, відповідає періоду з 27 лютого по 28 березня 393 р. н. е., тоді як дев'ятий місячний місяць тривав з 22 жовтня по 19 листопада 393 р. н. Чашеподібний астеризм під назвою Вей утворений хвостом сучасного сузір'я Скорпіона. Цей астеризм складається із зір у Скорпіоні, позначених ε, μ, ζ, η, θ, ι, κ, λ і ν. Оцінюється, що гостьова зоря досягла видимої зоряної величини −1 і була видима приблизно вісім місяців, перш ніж зникла з поля зору. Велика тривалість події свідчить про те, що джерелом була наднова. Однак класична нова не виключається як можлива альтернатива.